# Goolsnuten
Goolsnuten är en bergstopp i Antarktis. Den ligger i Östantarktis. Norge gör anspråk på området. Toppen på Goolsnuten är 2 401 meter över havet, eller 113 meter över den omgivande terrängen. Bredden vid basen är 0,90 km.
Terrängen runt Goolsnuten är platt åt sydväst, men åt nordost är den kuperad. Trakten är obefolkad. Det finns inga samhällen i närheten.